# Bregengaard
Bregengaard (dänisch Bregnegaard oder auch Bregngård) ist der Name einer abgegangenen Burganlage bei Großsoltbrück in der Gemeinde Großsolt im Kreis Schleswig-Flensburg des Landes Schleswig-Holstein, an deren Stelle ein Bauernhof verblieb, der weiterhin den Namen Bregengaard trägt.

## Lage
Das Schlossareal liegt am südlichen Rand von Großsoltbrück, nahe dem Dorf Großsolt. Die Zufahrtsstraße zum Hof trägt ebenfalls den Namen Bregengaard. Die Kirche Großsolt liegt gerade einmal 250 Meter südlich entfernt. Des Weiteren fließt direkt östlich und südlich von Bregengaard die Bondenau, ein Quellfluss der Treene entlang.

## Hintergrund
Der Burgname besteht aus zwei Wortbestandteilen, Bregen beziehungsweise dänisch Bregne sowie Gaard. Der erste Wortbestandteil verweist wohl auf Farnpflanzen (dänisch: Bregne) und nicht, wie die deutsche Namensvariante vermuten lässt, auf das Lebensmittel Bregen. Der Namensbestandteil Ga(a)rd der im Dänischen Hof bedeutet, deutet in Angeln häufig auf einen Herrenhof hin. In Angeln hatten sich seit dem Mittelalter zahlreiche Edelleute angesiedelt, die für die örtliche Verwaltung und Verteidigung zuständig waren, und auf den besagten befestigten Edelhöfen lebten.
Das genaue Alter der Burg Bregengaard ist nicht bekannt. Sie fand ihre erste Erwähnung erst im 17. Jahrhundert. 1635 war der Gutshof im Besitz einer Frau Anna von Heshus, einer geborenen von Gerding. Irgendwann begann offensichtlich der Zerfall der Burganlage und es verblieb der heutige Bauernhof Bregengaard.
Auf der Landkarte der dänischen Landesaufnahme von 1857/1858 war der Hof namentlich aufgeführt. Auf der Karte der Preußischen Landesaufnahme um 1879, auf welcher Husby und Umgebung dargestellt waren, war der Hof nicht nur namentlich verzeichnet, sondern auch sehr detailliert eingezeichnet. 1904 wurden nordwestlich des Bauernhofes mehrere kleine Gewässerflächen zugeschüttet. Südwestlich vom Bauernhof blieb aber bis heute ein Burggrabenrest als Teich erhalten, dessen Ausmaße ungefähr 70 × 30 Meter betragen (Lage). Die direkt östlich und südlich winkelförmig entlangfließende Bondenau dürfte ebenfalls eine Wehrfunktion gehabt haben. Im Jahr 1961 lebten gemäß amtlichen Aufzeichnung elf Personen auf dem Hof, 1970 lediglich drei Personen. Seit neuerer Zeit wird der Hof nach seiner heutigen Besitzerfamilie auch Hof Richelsen genannt.